# همه خطرات را در نظر بگیرید
همه خطرات را در نظر بگیرید (انگلیسی: Classe Tous Risques) فیلمی گانگستری فرانسوی-ایتالیایی بود که در سال ۱۹۶۰ به کارگردانی کلود سوته و با بازی لینو ونتورا، ژان-پل بلموندو و ساندرا میلو ساخته شد. اولین بار در ایالات متحده با عنوان The Big Risk منتشر شد. این فیلم اقتباسی از رمانی با همین عنوان نوشته ژوزه جووانی است.